# Lega Nazionale A 1993 (football americano)
La Lega Nazionale A 1993 è stata l'8ª edizione del campionato di football americano di primo livello, organizzato dalla SAFV.

## Squadre partecipanti
| Club                 | Città     | Stadio | Sponsor ufficiale | Risultato nella stagione 1992    |
| -------------------- | --------- | ------ | ----------------- | -------------------------------- |
| Basilisk Meanmachine | Basilea   |        |                   | Finalisti                        |
| Geneva Seahawks      | Ginevra   |        |                   | Terzo posto                      |
| Sankt Gallen Raiders | San Gallo |        |                   | Vincitori VII Swiss Bowl         |
| Zürich Falcons       | Zurigo    |        |                   |                                  |
| Zürich Renegades     | Zurigo    |        |                   | Sesto posto in stagione regolare |

## Stagione regolare

### Calendario

#### 1ª giornata
| 25 aprile 1993 | Sankt Gallen Raiders | 6 – 12 | Basilisk Meanmachine |  |

| 25 aprile 1993 | Zürich Renegades | 9 – 20 | Zürich Falcons |  |

#### 2ª giornata
| 9 maggio 1993 | Zürich Renegades | 10 – 21 | Sankt Gallen Raiders |  |

| 9 maggio 1993 | Basilisk Meanmachine | 43 – 0 | Geneva Seahawks |  |

#### 3ª giornata
| 16 maggio 1993 | Zürich Renegades | 6 – 35 | Basilisk Meanmachine |  |

| 16 maggio 1993 | Geneva Seahawks | 0 – 11 | Zürich Falcons |  |

#### 4ª giornata
| 23 maggio 1993 | Basilisk Meanmachine | 24 – 0 | Zürich Falcons |  |

| 23 maggio 1993 | Sankt Gallen Raiders | 21 – 6 | Geneva Seahawks |  |

#### 5ª giornata
| 6 giugno 1993 | Geneva Seahawks | 28 – 14 | Zürich Renegades |  |

| 6 giugno 1993 | Zürich Falcons | 21 – 0 | Sankt Gallen Raiders |  |

#### 6ª giornata
| 20 giugno 1993 | Geneva Seahawks | 7 – 16 | Sankt Gallen Raiders |  |

#### 7ª giornata
| 27 giugno 1993 | Basilisk Meanmachine | 27 – 8 | Sankt Gallen Raiders |  |

| 27 giugno 1993 | Zürich Falcons | 17 – 3 | Zürich Renegades |  |

#### 8ª giornata
| 4 luglio 1993 | Sankt Gallen Raiders | 28 – 9 | Zürich Renegades |  |

| 4 luglio 1993 | Geneva Seahawks | 7 – 18 | Basilisk Meanmachine |  |

#### 9ª giornata
| 15 agosto 1993 | Basilisk Meanmachine | 28 – 3 | Zürich Renegades |  |

| 15 agosto 1993 | Zürich Falcons | 24 – 17 | Geneva Seahawks |  |

#### 10ª giornata
| 22 agosto 1993 | Sankt Gallen Raiders | 0 – 32 | Zürich Falcons |  |

| 22 agosto 1993 | Zürich Renegades | 6 – 19 | Geneva Seahawks |  |

#### 11ª giornata
| 29 agosto 1993 | Zürich Falcons | 0 – 32 | Basilisk Meanmachine |  |

### Classifica
La classifica della regular season è la seguente:
- PCT = percentuale di vittorie, G = partite giocate, V = partite vinte,  P = partite perse, PF = punti fatti, PS = punti subiti
- La qualificazione ai playoff è indicata in verde

| Pos. | Squadra              | PCT   | G | V | P | PF  | PS  |
| ---- | -------------------- | ----- | - | - | - | --- | --- |
| 1    | Basilisk Meanmachine | 1 000 | 8 | 8 | 0 | 219 | 30  |
| 2    | Sankt Gallen Raiders | .625  | 8 | 5 | 3 | 123 | 99  |
| 3    | Zürich Falcons       | .625  | 8 | 5 | 3 | 100 | 108 |
| 4    | Geneva Seahawks      | .250  | 8 | 2 | 6 | 79  | 147 |
| 5    | Zürich Renegades     | .000  | 8 | 0 | 8 | 54  | 191 |

## Playoff e playout

### Incontri preliminari

#### Turno 1
| 12 settembre 1993 | Basilisk Meanmachine | 30 – 6 | Geneva Seahawks |  |

| 12 settembre 1993 | Zürich Falcons | 31 – 17 | Sankt Gallen Raiders |  |

#### Playout
| 12 settembre 1993 | Bienna Jets | 6 – 0 | Zürich Renegades |  |

#### Turno 2
| 26 settembre 1993 | Basilisk Meanmachine | 60 – 0 | Sankt Gallen Raiders |  |

| 26 settembre 1993 | Zürich Falcons | 24 – 6 | Geneva Seahawks |  |

### VIII Swiss Bowl
| Berna 10 ottobre 1993 | Basilisk Meanmachine | 36 – 2 | Zürich Falcons |  |

## Verdetti
- Basilisk Meanmachine Campioni di Svizzera 1993